# Kuomintang de Esquerda

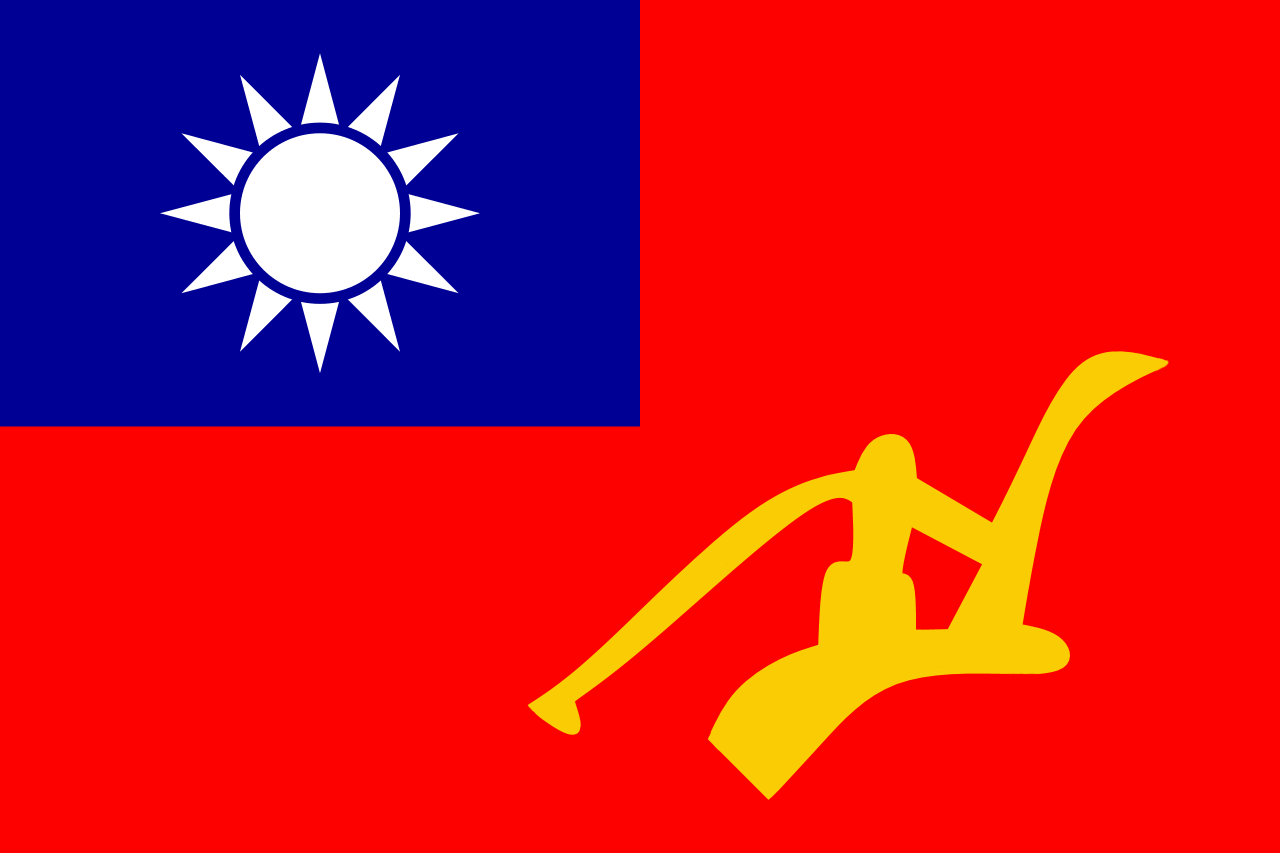
Bandeira, alegada, a ser usada pela facção esquerda do Kuomintang.

Kuomintang de Esquerda é um termo genérico para a ala esquerda do partido Kuomintang (Partido Nacionalista da China), localizado atualmente em Taiwan (RC), muitos deles estão presentes também dentro do Comitê Revolucionário do Partido Kuomintang da China, o Kuomintang da China continental como um dos partidos políticos legalizados pela República Popular da China (RPC).:159

## História
Quando o "Partido Revolucionário Chinês" foi reorganizado em 1919 como o atual Kuomintang, O Conselheiro soviético, Mikhail Borodin, sugeriu que a ala esquerda do Kuomintang, fosse transformada e atuada pelo Partido Comunista da China, como um componente do partido, além de outras duas alas que seriam o centro e a direita, que não tinha autonomia como a esquerda. O que deu origem a Primeira Frente Unida. :159  :39 .
- Em fevereiro de 1924, o Comitê Executivo Ampliado do Partido Comunista da China emetiu o documento "Resolução sobre o Trabalho e a Atitude dos Camaradas no Kuomintang", que foi o primeiro documento do PCC envolvendo as alas esquerda e direita do Kuomintang.[4] :39 .
- Em abril de 1924, o líder do Partido Comunista Chinês, Chen Duxiu, publicou um artigo intitulado "O verdadeiro significado das alas esquerda e direita do Kuomintang", que se tornou o primeiro artigo de um membro do Partido Comunista Chinês a mencionar as alas esquerda e direita do Kuomintang.[4] :39 .
- Em maio de 1925, um documento do Comitê Executivo Ampliado do Partido Comunista da China definiu: “Sun Yat-sen, sua facção e nossos camaradas” como a ala esquerda do Kuomintang. “Nossos camaradas são na verdade a equipe central desta facção. Portanto, a chamada disputa entre as alas esquerda e direita do Kuomintang é na verdade uma disputa entre nós e a ala direita do Kuomintang ” [4] :39 .

Em março de 1925, Sun Yat-sen morreu e o Kuomintang foi dividido internamente, e a cisão KMT-PCCh começou. O Partido Comunista Chinês propôs, portanto, o conceito de “Nova Direita ” e formulou a política estratégica de “apoiar a esquerda” e “lutar contra a direita”  :159 . Em janeiro de 1926, Mao Zedong publicou um artigo na quarta edição do "Policy Weekly ", apontando que a ala esquerda do Kuomintang era uma facção que representava a semiproletariado e o proletariado, respectivamente, e era a "facção revolucionária" dentro do partido. Naquela época, os membros do Partido Comunista que se juntaram ao Kuomintang como indivíduos eram “comunistas dentro do Kuomintang, não da ala esquerda do Kuomintang”  .

## Política
A Esquerda do Kuomintang acredita nos Três Princípios do Povo, usando como base, as obras de Sun, como seu livro, Os Três Princípios do Povo. Eles são socialistas e acreditam que é precisa a revolução nacionalista, além disso, são apoiadores da República Popular da China, muitos são membros do Comitê Revolucionário do Partido Kuomintang da China e rejeitam o pensamento e as ideias de Chiang Kai-shek.

## Figuras Notáveis
- Sun Yat-sen
- Soong Ching-ling[9]
- Wang Jingwei
- Lin Sen
- He Xiangning
- Li Jishen
- Feng Yuxiang
- Chen Mingshu